# Wyspa Wężowa
Wyspa Wężowa (w literaturze spotykana także nazwa Wyspa Węży; ukr. острів Зміїний, ostriw Zmijinyj; ros. остров Змеиный, ostrow Zmieinyj; rum. Insula Șerpilor; tur. Yılan Adası; stgr. Λευκή, Leuke; gr. Φιδονήσι, Fidonisi) – wyspa na Morzu Czarnym położona na ukraińskich wodach terytorialnych. 
Leży 35 km na wschód od delty Dunaju. Ma 690 m długości i 560 m szerokości, jej powierzchnia wynosi 0,205 km². Najwyżej położony punkt wznosi się 41,3 m n.p.m.

## Historia

### Starożytność
Według mitologii greckiej, przy ujściu Dunaju znajdowały się Wyspy Szczęśliwe, na których zatrzymał się czas i nadal panował złoty wiek Kronosa. Żyli tu pod panowaniem Kronosa Achilles, Ajas Wielki, Neoptolemos, Menelaos, Helena Trojańska i inni greccy herosi (w innej wersji Medea lub Ifigenia). Istniała tu utożsamiana z Wyspą Wężową wyspa Leuke (dosł. „Jasna”, „Biała Wyspa”), na której znajdowała się świątynia Achillesa Pontarchosa („władcy mórz”) – wyspę tę nazywano także Achilleos Nesos, wyspą Achillesa. O wyspie wspominał Pliniusz Starszy oraz Flawiusz Arrian w liście do cesarza Hadriana.

### Czasy nowożytne
W czasach przynależności do Imperium Osmańskiego Grecy zaczęli nazywać ją Fidonisi (dosł. Wyspa Wężowa). Była też znana wówczas pod nazwą Ilanada lub Ilanda, co jest zniekształceniem tureckiej nazwy Yilan Adası. Istnieje przypuszczenie, że Marcin Paszkowski w eposie „Dzieje tureckie i utarczki kozackie z Tatary” (1615) wymienia ją pod nazwą Hadieczów Ostrów, która ma nawiązywać do żyjącej na niej „gadziny”.
U wybrzeży wyspy 14 lipca 1788 roku, podczas wojny rosyjsko-tureckiej 1787–1791, miała miejsce bitwa pod Fidonisi.
W latach 1825–1856 należała czasowo do Imperium Rosyjskiego. W roku 1877 Turcy przekazali wyspę Rumunii, przy której pozostała również po I wojnie światowej na mocy traktatu wersalskiego.

### XX wiek
W czasie II wojny światowej o wyspę toczyły się walki. W 1940 ZSRR wymusił na Rumunii jej oddanie, wraz z Besarabią, ale po ataku Niemiec na ZSRR Rumunia odzyskała te tereny i anektowała kolejne. Od sierpnia 1944 okupowana przez wojska radzieckie. Do 1948 formalnie należała do Rumunii. Po wyznaczeniu granicy rumuńsko-radzieckiej wyspa faktycznie znalazła się w granicach Związku Radzieckiego, choć nie zapisały tego traktaty międzynarodowe. Oficjalnie Rumunia potwierdziła przynależność wyspy do ZSRR w traktacie granicznym z 1961 roku.
W latach 1967–1987 strona radziecka i rumuńska negocjowały wyznaczenie granic w obrębie szelfu kontynentalnego. W 1987 roku strona rumuńska odmówiła uznania radzieckiej oferty przekazania 4000 km² wokół wyspy.

### Współczesność
Po rozpadzie ZSRR wyspa znalazła się pod administracją niepodległej Ukrainy. Rumunia zgłaszała pretensje do wyspy. W 1997 roku jednak oba państwa zawarły porozumienie o uznaniu dotychczasowej granicy za nienaruszalną, pozostawiając do wyjaśnienia granice morskie.
Od 2004 Ukraina toczyła spór o granicę wyłącznej strefy ekonomicznej w okolicy wyspy z Rumunią przed Międzynarodowym Trybunałem Sprawiedliwości w Hadze, powodem były złoża gazu i ropy naftowej. Rumunia twierdziła, że sporny obiekt nie jest wyspą, a skałą morską i nie można wokół niego ustanowić wód terytorialnych, co byłoby podstawą do rozszerzenia rumuńskiej wyłącznej strefy ekonomicznej. W lutym 2009 roku trybunał uznał, że wyspa jest punktem odniesienia dla wód terytorialnych o promieniu 12 mil morskich, ale nie może służyć za punkt odniesienia do wyznaczenia ukraińskiej wyłącznej strefy ekonomicznej. Ukraina otrzymała 1/5 spornego terenu na szelfie, a resztę – Rumunia.

### Wojna rosyjsko-ukraińska
Wyspa została zaatakowana przez wojska Federacji Rosyjskiej pierwszego dnia ich inwazji na Ukrainę 24 lutego 2022 roku. Wieczorem tego dnia Państwowa Służba Graniczna Ukrainy przyznała, że straciła kontakt z jej obrońcami i wyspa została stracona. 
30 czerwca 2022 roku Ministerstwo Obrony Rosji ogłosiło, że wycofało wojska z wyspy w „geście dobrej woli” po zrealizowaniu celów wojskowych. Według Ukrainy pospieszne wycofanie sił rosyjskich nastąpiło po ataku na wyspę przez siły ukraińskie.
8 lipca 2023 roku, w 500. dzień wojny, wyspę odwiedził prezydent Ukrainy Wołodymyr Zełenski.

## Galeria

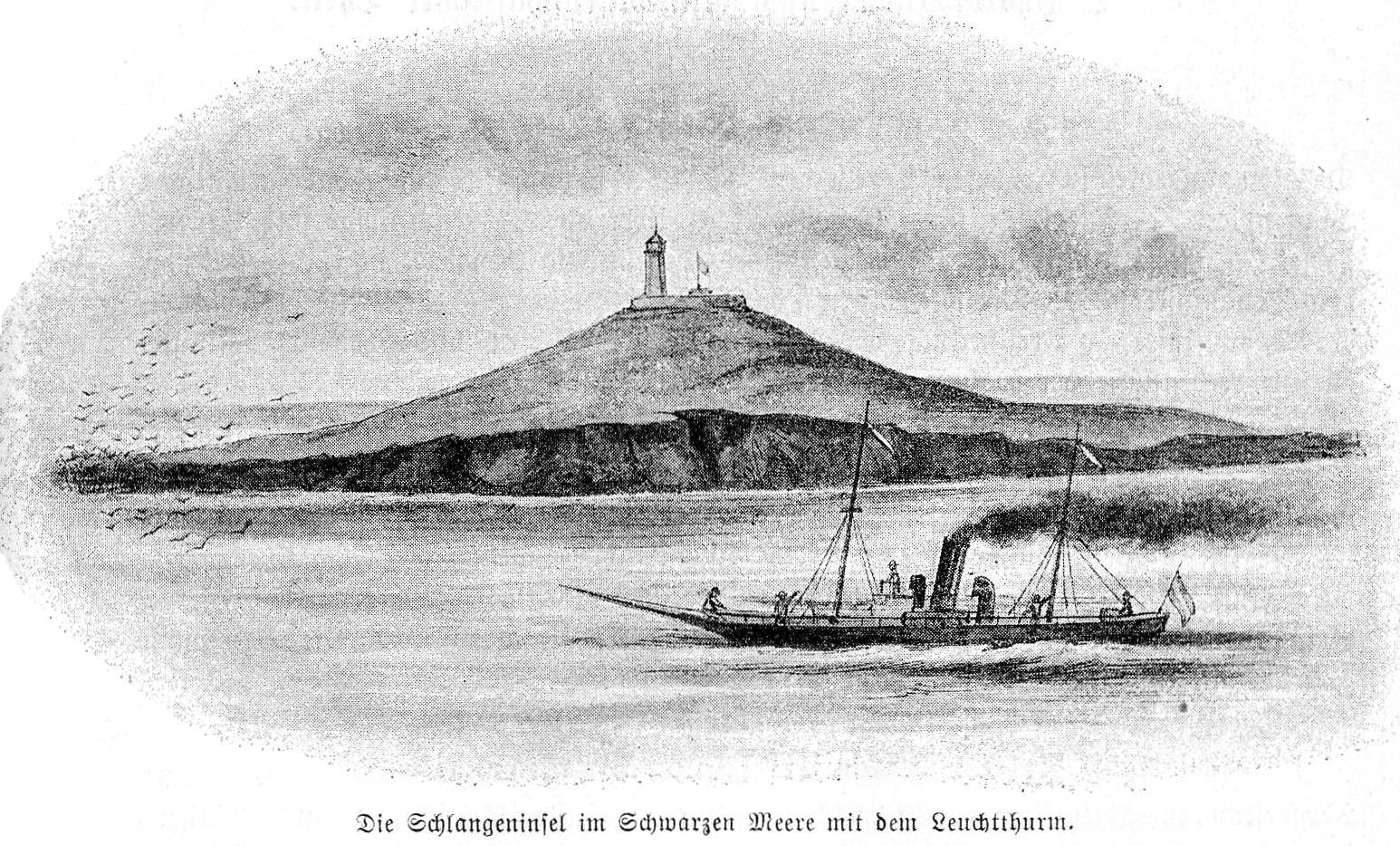
Wyspa w 1896 r.
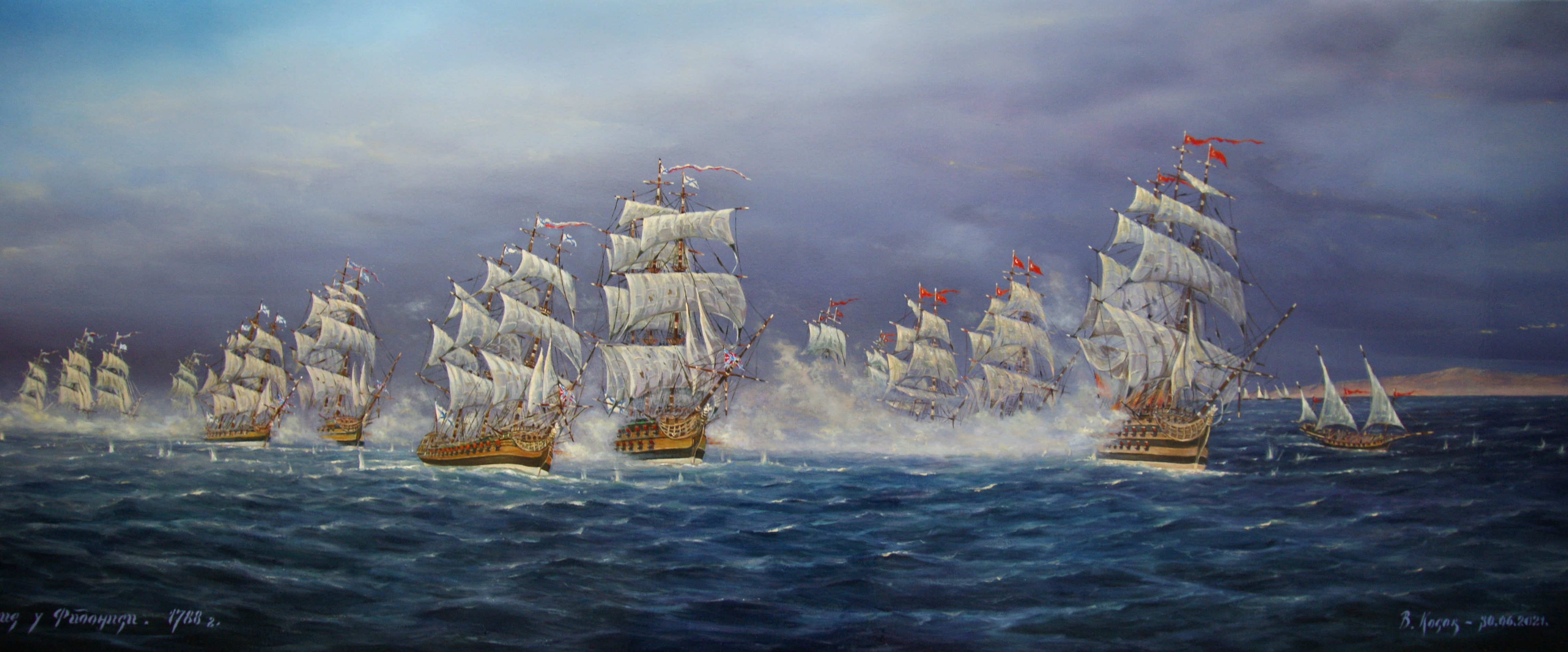
Bitwa pod Fidonisi w 1788 roku
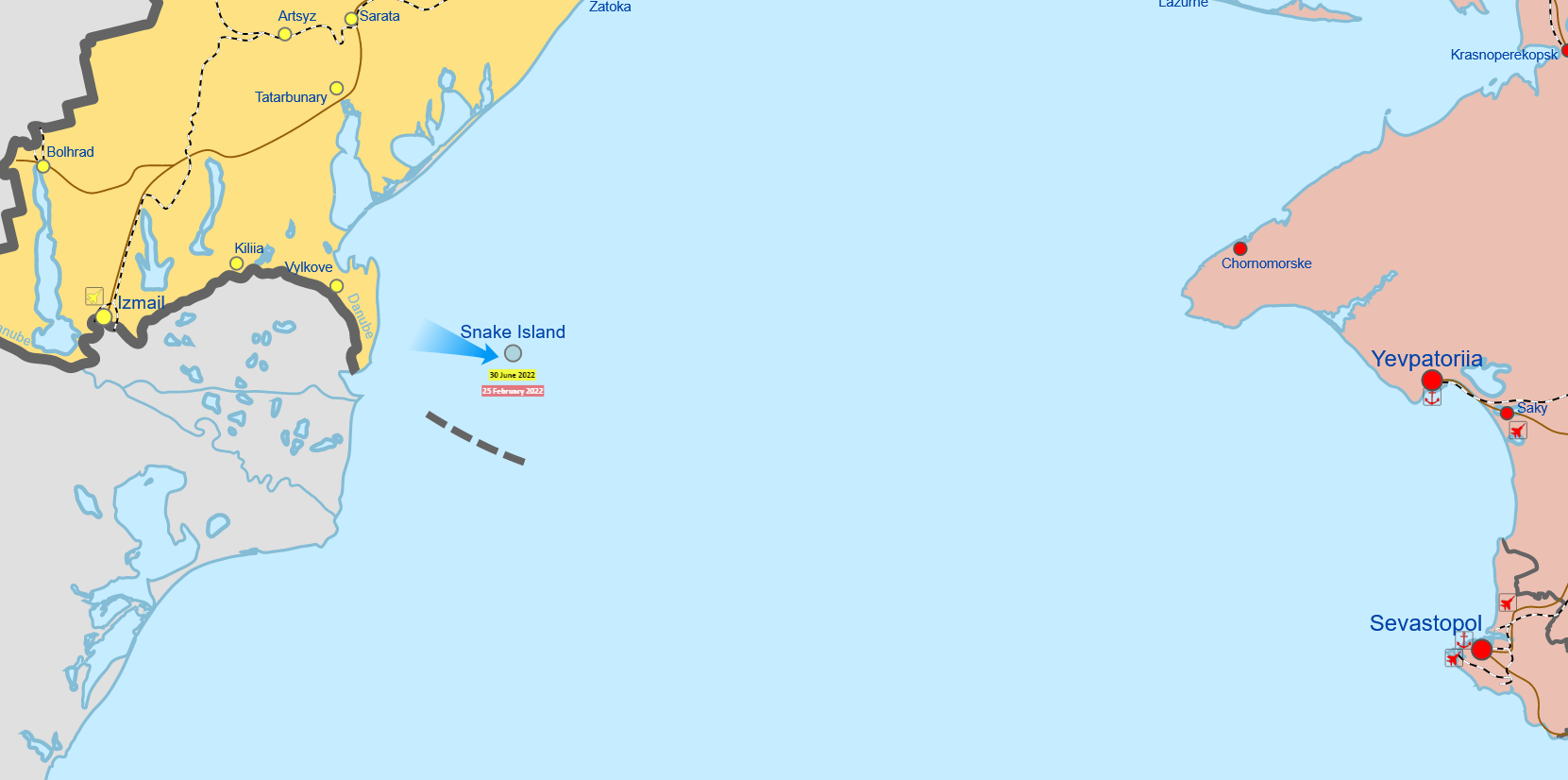
Bitwa o wyspę 24 lutego 2022 w pierwszym dniu inwazji Rosji na Ukrainę